# Палос-Гіллс (Іллінойс)
Палос-Гіллс (англ. Palos Hills) — місто (англ. city) в США, в окрузі Кук штату Іллінойс. Населення — 18 530 осіб (2020).

## Географія
Палос-Гіллс розташований за координатами 41°41′57″ пн. ш. 87°49′34″ зх. д. / 41.69917° пн. ш. 87.82611° зх. д. (41.699077, -87.826208).  За даними Бюро перепису населення США в 2010 році місто мало площу 11,11 км², з яких 11,00 км² — суходіл та 0,11 км² — водойми.

## Демографія
Згідно з переписом 2010 року, у місті мешкали 17 484 особи в 7246 домогосподарствах у складі 4582 родин. Густота населення становила 1573 особи/км².  Було 7637 помешкань (687/км²).
Расовий склад населення:
| - 88,1 % — білих - 5,4 % — чорних або афроамериканців - 2,6 % — азіатів - 0,2 % — корінних американців - 2,2 % — осіб інших рас |

До двох чи більше рас належало 1,5 %. Частка іспаномовних становила 7,4 % від усіх жителів.
За віковим діапазоном населення розподілялося таким чином: 19,1 % — особи молодші 18 років, 63,4 % — особи у віці 18—64 років, 17,5 % — особи у віці 65 років та старші. Медіана віку мешканця становила 42,6 року. На 100 осіб жіночої статі у місті припадало 89,3 чоловіків;  на 100 жінок у віці від 18 років та старших — 86,6 чоловіків також старших 18 років.
Середній дохід на одне домашнє господарство  становив 70 807 доларів США (медіана — 55 666), а середній дохід на одну сім'ю — 81 997 доларів (медіана — 66 842). Медіана доходів становила 51 000 доларів для чоловіків та 43 396 доларів для жінок. За межею бідності перебувало 10,7 % осіб, у тому числі 18,8 % дітей у віці до 18 років та 8,2 % осіб у віці 65 років та старших.
Цивільне працевлаштоване населення становило 9004 особи. Основні галузі зайнятості: освіта, охорона здоров'я та соціальна допомога — 19,5 %, роздрібна торгівля — 14,2 %, науковці, спеціалісти, менеджери — 10,7 %, виробництво — 10,7 %.